# Balta vicina
Balta vicina es una especie de cucaracha del género Balta, familia Ectobiidae.

## Distribución
Esta especie se encuentra en China y Myanmar.